# Guangxi Investment Group
Guangxi Investment Group Company Limited (GIG) — китайский государственный многопрофильный инвестиционный конгломерат, базирующийся в городе Наньнин (Гуанси-Чжуанский автономный район). Входит в число крупнейших компаний страны и мира. Основные интересы Guangxi Investment Group сосредоточены в сфере теплоэнергетики, гидроэнергетики, атомной энергетики, алюминиевой, химической и бумажной промышленности, жилого строительства, недвижимости, железнодорожного транспорта, финансовых услуг, туризма, здравоохранения, медицины и международной торговли.
Энергетика является основной сферой интересов компании, на неё приходится почти 61 % всех инвестиций Guangxi Investment Group (группа владеет 34 % всех мощностей энергетики Гуанси, главным активом является Guangxi Guidong Electric Power). Также GIG активно инвестирует в компании, которые работают в сфере информационных и облачных технологий.

## История
Современная компания основана в июне 1988 года под названием Guangxi Construction Investment and Development Company, в 1996 году преобразована в Guangxi Development and Investment Company Limited, в апреле 2002 года — в Guangxi Investment Group Company Limited и на протяжении многих лет является крупнейшим предприятием Гуанси. В 2017 году выручка Guangxi Investment Group составила 132,1 млрд юаней, прибыль — 2,7 млрд юаней. По состоянию на 2018 год уставной капитал группы составлял 6,9 млрд юаней (1 млрд долл.), совокупные активы — 326,8 млрд юаней. 
По состоянию на 2020 год выручка Guangxi Investment Group составляла более 26 млрд долл., прибыль — 78 млн долл., активы — почти 70,6 млрд долл., рыночная стоимость — 5,2 млрд долл., в компании работало 30,6 тыс. сотрудников.